# Världsmästerskapen i landsvägscykling 2010
Världsmästerskapen i landsvägscykling 2010 avgjordes i Geelong och Melbourne, Australien under perioden 29 september–3 oktober 2010.

## Medaljsummering

### Elittävlingar
| Elitgrenar                             | Guld                         | Guld     | Silver                        | Silver    | Brons                         | Brons     |
| Damernas linjelopp 2 okt. – 127,2 km   | Georgia Bronzini · Italien   | 3:32.01  | Marianne Vos · Nederländerna  | + 0,00    | Emma Johansson · Sverige      | + 0,00    |
| Damernas tempolopp 29 sept. – 22,9 km  | Emma Pooley · Storbritannien | 32.48,44 | Judith Arndt · Tyskland       | + 15,17   | Linda Villumsen · Nya Zeeland | + 15,80   |
| Herrarnas linjelopp 3 okt. – 262,7 km  | Thor Hushovd · Norge         | 6:21.49  | Matti Breschel · Danmark      | + 0,00    | Allan Davis · Australien      | + 0,00    |
| Herrarnas tempolopp 30 sept. – 45,8 km | Fabian Cancellara · Schweiz  | 58.09,19 | David Millar · Storbritannien | + 1.02,75 | Tony Martin · Tyskland        | + 1.12,49 |

### U-23-tävlingar
| U-23-herrar                  | Guld                          | Guld     | Silver                      | Silver | Brons                                            | Brons   |
| Linjelopp 1 okt. – 159 km    | Michael Matthews · Australien | 4:01.23  | John Degenkolb · Tyskland   | + 0,00 | Guillaume Boivin · Kanada · Taylor Phinney · USA | + 0,00  |
| Tempolopp 29 sept. – 31,8 km | Taylor Phinney · USA          | 42.50,29 | Luke Durbridge · Australien | + 1,90 | Marcel Kittel · Tyskland                         | + 24,01 |

## Medaljfördelning

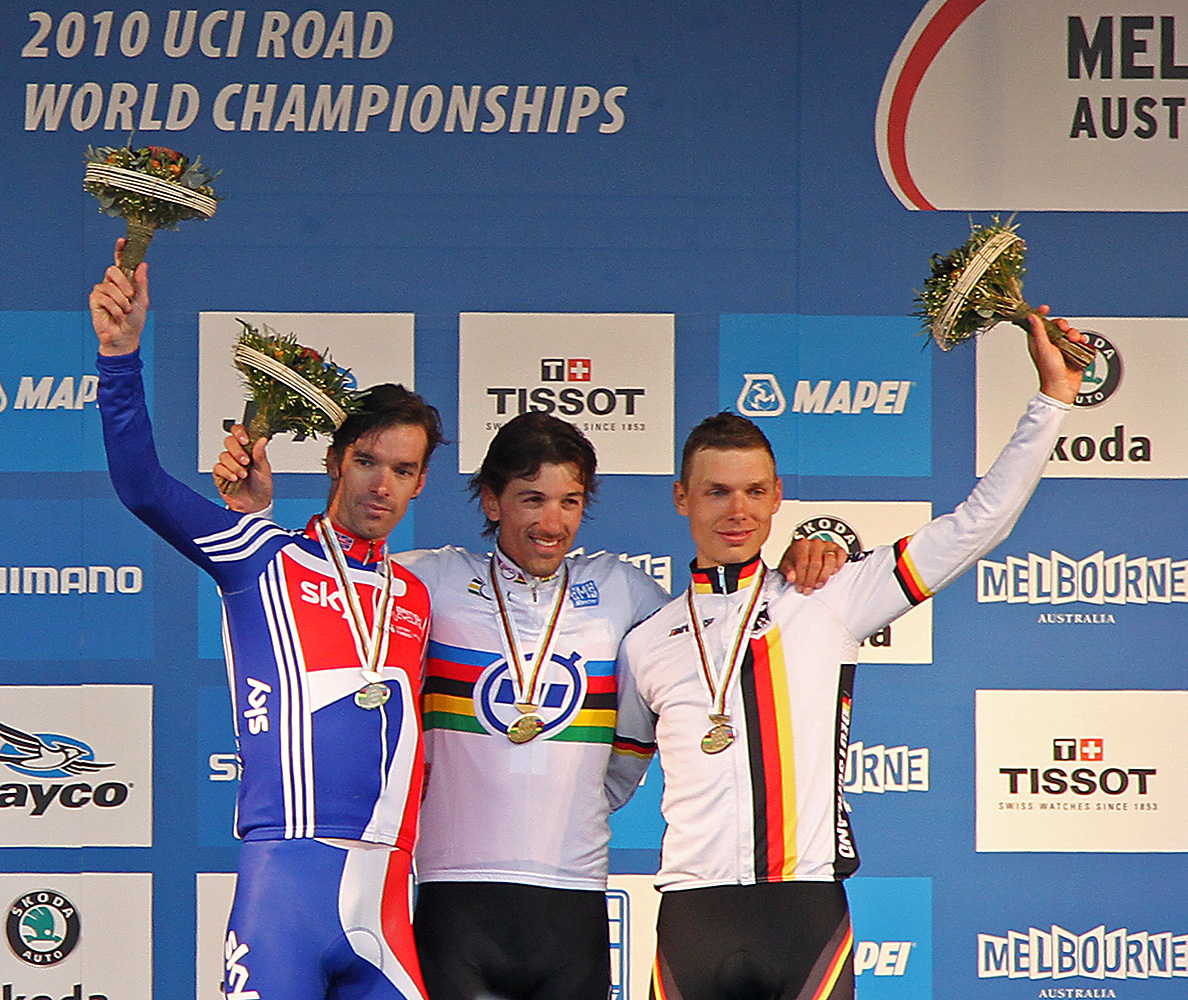
David Millar (Storbritannien), Fabian Cancellara (Schweiz), Tony Martin (Tyskland).

| Pl. | Nation         | Guld | Silver | Brons | Totalt |
| --- | -------------- | ---- | ------ | ----- | ------ |
| 1   | Australien     | 1    | 1      | 1     | 3      |
| 2   | Storbritannien | 1    | 1      | 0     | 2      |
| 3   | USA            | 1    | 0      | 1     | 2      |
| 4   | Italien        | 1    | 0      | 0     | 1      |
| 4   | Norge          | 1    | 0      | 0     | 1      |
| 4   | Schweiz        | 1    | 0      | 0     | 1      |
| 7   | Tyskland       | 0    | 2      | 2     | 4      |
| 8   | Danmark        | 0    | 1      | 0     | 1      |
| 8   | Nederländerna  | 0    | 1      | 0     | 1      |
| 10  | Kanada         | 0    | 0      | 1     | 1      |
| 10  | Nya Zeeland    | 0    | 0      | 1     | 1      |
| 10  | Sverige        | 0    | 0      | 1     | 1      |